# 너와집

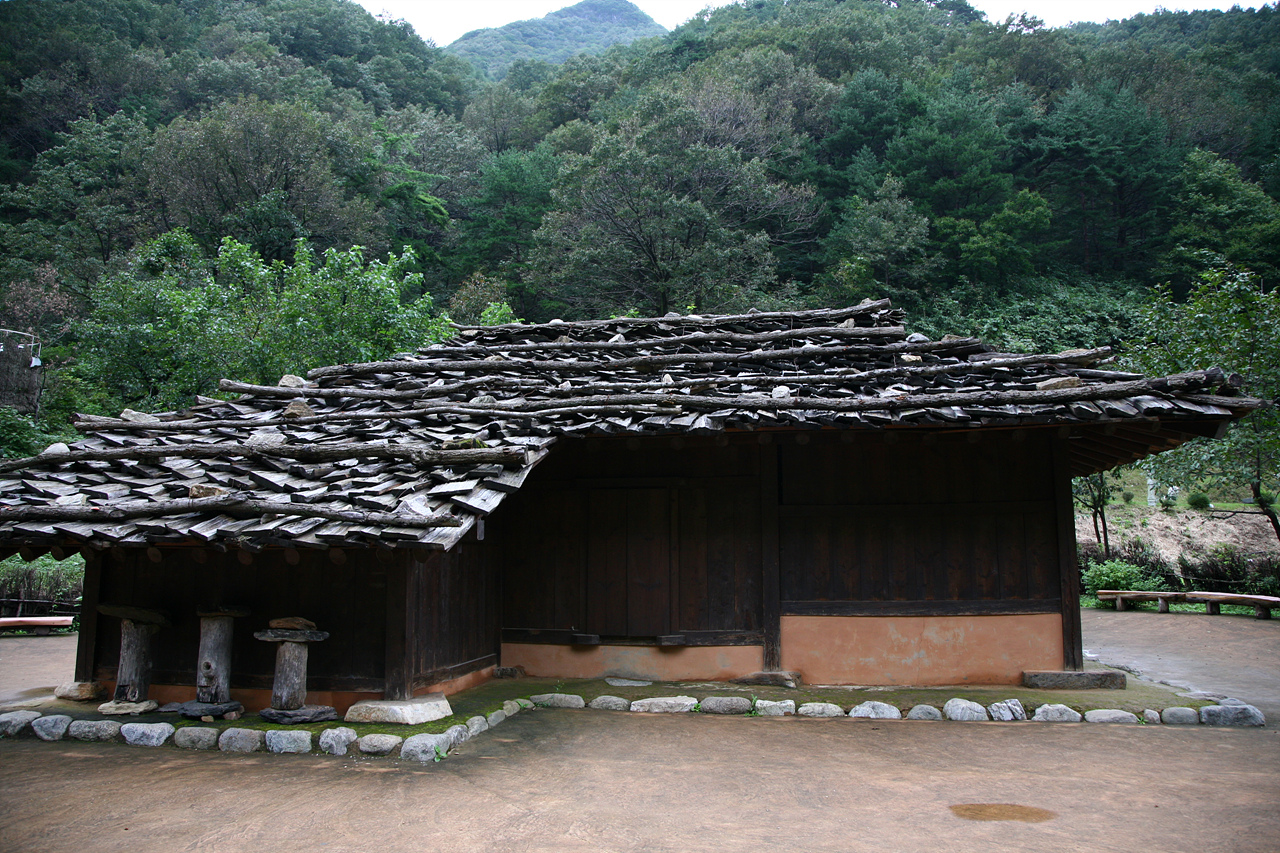
강원도 삼척의 너와집

너와집은 기와 대신 너와로 지붕을 이은 한국의 전통 집이다.
예전에 화전민이 사용했던 집으로, 맑은 날은 지붕 재료가 수축하여 통풍이 잘되고, 비오는 날은 습기를 빨아들여 빗물이 새는 것을 막는다.  지금은 보기가 힘들어졌다.원래 함경도 산촌에서 발달한 가옥 형태이다.건조한 겨울에 너와의 틈새로 집안 온기가 빠져나가는 단점이 있다 

## 너와 이는 방법
너와는 참나무 껍질을 얇게 쪼개어 만들기도 했으며, 200년 이상 자란 소나무를 길이 70센티미터 정도로 토막을 낸 뒤 두께 5센티미터, 너비 20~40센티미터로 쪼개어 만들기도 했다. 초가지붕을 이을 때는 지붕틀 위에 보온을 위해 진사라는 흙을 깔지만, 너와 지붕을 이을 때는 바로 너와를 잇는다. 아래쪽부터 지붕 위쪽으로 겹쳐 이어 나가며 다 깔면 돌이나 너스레라는 통나무를 얹고 지붕에 묶어 바람에 날려가지 않게 한다.

## 문화재 지정
- 삼척신리소재너와집및민속유물 - 중요민속문화재 제33호
- 삼척대이리너와집 - 중요민속문화재 제221호
- 울릉나리동너와집및투막집 - 중요민속문화재 제256호

## 같이 보기
- 한옥